# Johann Christoph Schrader
Johann Christoph Schrader (* 2. April 1683 in Magdeburg, Herzogtum Magdeburg; † 30. Juni 1744 in Berlin, Königreich Preußen) war ein Apotheker und Kaufmann in Berlin.

## Leben
Der Vater Johann Schrader war Kaufmann in Magdeburg, die Mutter war Catharina geborene Köppen. Nach dem Tod des Ehemanns heiratete sie den Ratskämmerer Chr. Wilhelm Naumann um 1695.
Der junge Johann Christoph Schrader besuchte die Lateinschule in Magdeburg und ging 1698 zum Apotheker Friedrich Zorn nach Berlin in die Lehre. Dort unterstützte er den Mitlehrling Johann Friedrich Böttger bei dessen Versuchen, Gold herzustellen.
Johann Christoph Schrader ging 1703 zu Christian Kirchhoff in dessen Apotheke nach Hamburg. 1715 reiste er über Berlin und Magdeburg nach Holland und kehrte im folgenden Jahr nach Berlin zurück. Dort verlobte er sich mit Marie Elisabeth, der Enkeltochter seines Lehrmeisters Friedrich Zorn, und übernahm nach dessen Tod im selben Jahr die Apotheke am Molkenmarkt 4.
1717 klagte er beim Magistrat und dem König gegen die beabsichtigte Eröffnung einer weiteren Apotheke in seiner unmittelbaren Nähe durch Henning Christian Marggraf in der Spandauer Straße 30.
Johann Christoph Schrader wurde Mitglied des Ober-Collegium medicum und trat mehrmals als Sprecher der Berliner Apotheker auf.
Er war auch als Kaufmann tätig und erwarb ein erhebliches Vermögen. 1735 hatte er bei einer russischen Handelsgesellschaft in Berlin 35.000 Taler angelegt. Die Apotheke übernahm sein Schwiegersohn Georg Ernst Stahl.
Ein Epitaph für Johann Christoph Schrader befindet sich in der Nikolaikirche. Außerdem gibt es ein Porträt.

## Ehe und Familie
Johann Christoph Schrader war mit Marie Elisabeth, einer Tochter des Propstes Johannes Porst und Enkeltochter des Apothekers Friedrich Zorn verheiratet.
Ihre Tochter Johanna Elisabeth (1725–1763) heiratete den Arzt Georg Ernst Stahl d. J. 1741. Die beiden hatten gute Kontakte zu den Musikern Wilhelm Friedemann Bach und Carl Philipp Emanuel Bach, bei dessen ältestem Sohn Elisabeth Taufpatin war.